# Trionymus mocus
Trionymus mocus är en insektsart som beskrevs av Ferris 1953. Trionymus mocus ingår i släktet Trionymus och familjen ullsköldlöss. Inga underarter finns listade i Catalogue of Life.